# Typ 2 Ka-Mi
Typ 2 Ka-Mi – japoński czołg pływający z okresu II wojny światowej.

## Historia
Na początku lat 40. XX wieku w Japonii rozpoczęto pracę nad budową czołgów pływających mogących być używane przez oddziały desantowe. 
Jednym z takich czołgów, był oparty na konstrukcji japońskiego lekkiego czołgu Typ 95 Ha-Go, czołg pływający oznaczony jako Typ 2 Ka-Mi. 
Czołg ten posiadał dwa blaszane pontony, które doczepiano przed pokonaniem przeszkody wodnej z przodu i tyłu kadłuba. Pontony te były mocowane specjalnymi zamkami i załoga mogła je zrzucić w ruchu, tuż po wyjściu czołgu z wody.
Produkcję czołgów Typ 2 Ka-Mi rozpoczęto w 1943 roku i łącznie wyprodukowano 184 czołgi tego typu.